# Половиця

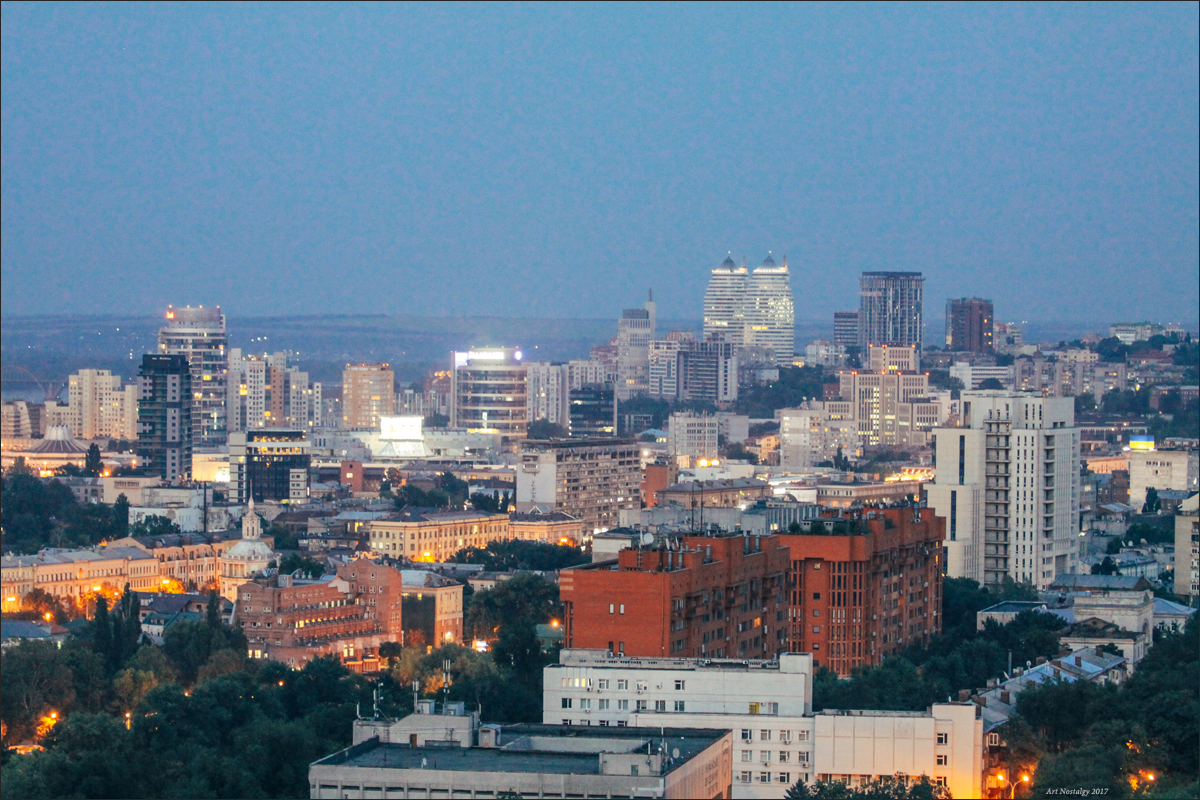
Вигляд Половиці з заходу

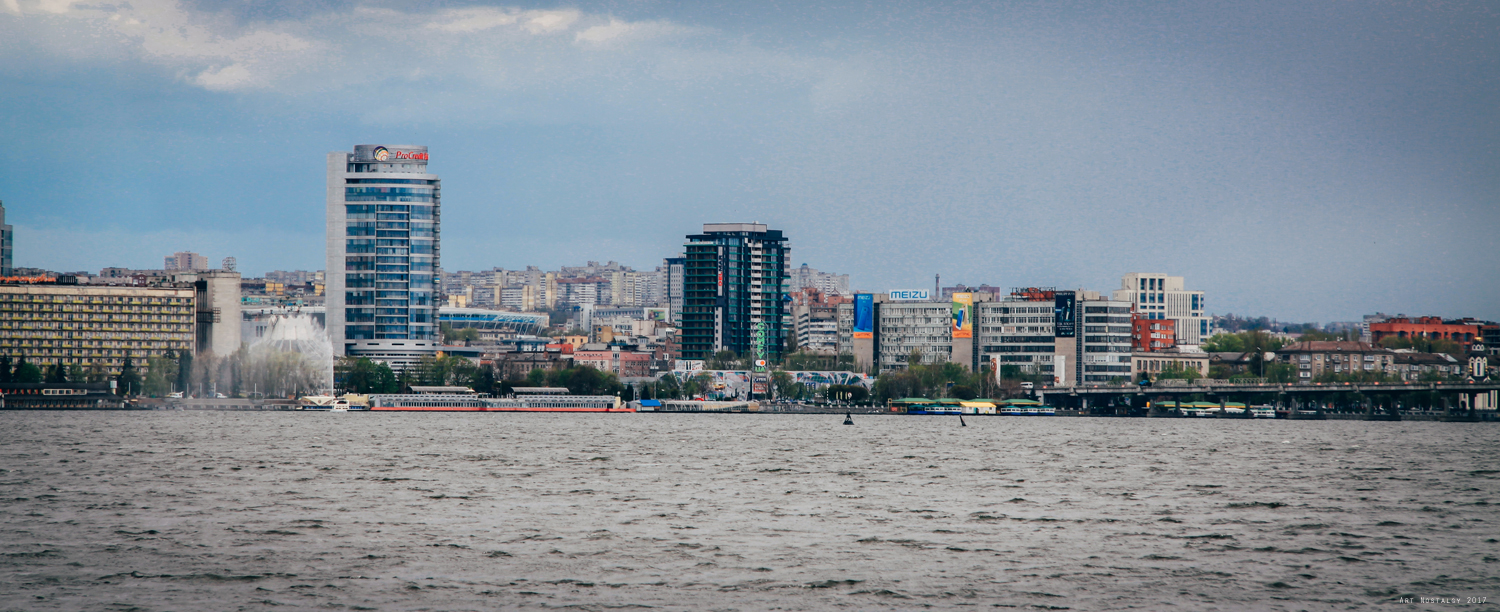
Сучасний вид місцевості Половиці зі сторони Дніпра

48°27′55.87″ пн. ш. 35°3′27.16″ сх. д. / 48.4655194° пн. ш. 35.0575444° сх. д.
Полови́ця — колишня запорозька слобода, заснована в сер. XVIII ст., на місці якої згодом збудовано історичний центр Катеринослава — Дніпра.
Слобода положена на березі Дніпра та його правої притоки річки Половиця, на честь якої й була названа, а також її приток Кленовий Байрак та Жабокряч у їх низині. Зараз на її території розташований центр Дніпра. Центральні теперішні вулички Дніпра: Крутогірний узвіз, Кам'яна, Ливарна, Ламана, Барикадна, Харківська, В'ячеслава Липинського, Колодязна — колишні половицькі вулиці.
Половиця входила до Кодацької паланки Запорожжя.

## Назва
Слободу названо за річкою Половиця, що утворювалася двома притоками-рукавами. Одна річка починалася у Аптекарській балці та текла до слободи від Озерки Великим проспектом, відхиляючись уліво, у 1884 році в зв'язку з будівництвом залізниці її течію було розвернуто в північно-західному напрямку. Друга річка збереглась до наших днів, вона починається в Довгій (Боброва, Жандармська, Червоноповстанська) балці й називається Жабокряч, протікає вздовж Виконкомівської вулиці й потім на захід вздовж проспекту. Зливаючись, вони текли 1 км паралельно Дніпру на схід, де до них вливалась річка що витікала з Кленового Байраку та впадали в Дніпро коло теперішнього Нового мосту.
Дмитро Яворницький виводив назву від значення слова «половиця», що її широко вживали в українській мові XVI–XVIII століть й означала половину чогось.
Припускають, що етнонім «половці», які у XI—XIV сторіччях населяли Євразійський степ від Дунаю до Іртиша — так званий Половецький степ, утворено від д.-рус. половъ («половий»), і очевидно, являє собою кальку етноніма Kuman (буквально «половий», «блідо-жовтий»). Рання етимологічна версія пов'язувала «половці» з «поле». На думку історика Омеляна Пріцака, кипчак означає «половий», «мешканець полового (піщаного) степу», «степовик», відповідно руська калька половець має те ж саме значення.

## Історія

### Скіфія
На Барикадній вулиці виявлено сліди скіфського поселення V—III сторіччя до Р. Х..

### Княжа доба
Монастирськ — монастирське місто-замок X-XIII століття за християнської доби Київської Русі[1]) — християнський центр, що пов'язував християнську метрополію України — Візантію з новим місіонерським центром — Києвом.
Існував грецький православний монастир на Монастирському острові з містечком на протилежному березі у сучасних Каміннях.
Вигідне розташування Монастирська навпроти Пересіченя (й згодом Самару) у переправи на лівий берег й вище за бродницьким-козацьким річовим шляхом Самарою та Вовчою до Домахи сприяло розвитку містечка
Після навали монголо-татар у 1223 році місцевість запустіла, а монастир на Монастирському острові спустошено, пограбовано та зруйновано. За звичаєм давнини біля монастирів формувалося поселення, що вказує на можливе поселення на острові й навпроти острова в центрі Дніпра коло теперішнього Фестивального майдану, вулиць Ливарної й Кам'яної.

### Бродницька та козацька доба
Після княжої доби населення краю відоме під ім'ям бродники. З приходом влади Великого князівства литовського степовики стали на захисті кордонів. Близько 1400 року українські козаки відновили монастир на острові. Тоді на березі, на монастирських землях, навпроти острова почало формуватися містечко. Можливо саме з цього часу закріпилася назва Половиця, яке визначало степовий склад населення села.
Вже у 1655 році за Великого Руського князівства тут у монастирі вже було багато ченців. Близько 1700 року на схилі пагорбу, де тепер Потьомкінський палац, парк Шевченка, стояла Преображенська церква, що належала монастирському хутору.
Власне заснування Половиці можна віднести до 1743 року, коли прийшов з Нового Кодаку й оселився на березі Дніпра навпроти Монастирського острову відставний осавул, уродженець села Ведмедівка біля Чигирина Лазар Остапович Глоба де побудував «під скелею кам'яних чотири (водяні) млини на користь громадську» та «на байдаках» валюшу. Ці дані взяті з донесення Глоби губернатору Новоросійської губернії М. Д. Язикову від 18 вересня 1778 року, що опубліковано В. Бідновим. Глоба також насадив багато диких і родючих дерев.
За спогадами Микити Коржа, Глоба був нежонатий, жив під одним дахом з двома товаришами Гнатом Сидоровичем Каплуном та Микитою Леонтовичем Коржем. На нове місце, у Половицю він прийшов з Нових Кодак та привів 15 кравців челяді. Тоді ж Корж й Глоба почали розсаджувати дерева на усій горі своєї ділянки.

З часом біля маєтку Глоби почала заселятися запорозька слобода, що отримала назву Половиця. Сам Глоба пише так: 
« … неусипними моїми трудами й коштом розвів на том острові, тож при житлу своєму й особо при слободі Половиці не тільки доволі лісу, але й плодові дерева, що все від колишнього Коша ко володінню моєму багатьма повеліннями й препоручено було, як також й у той час, коли населялась невдалек мого житла слобода Половица потому же залишався той на острову ліс й розведені трудами моїми плодонісні дерева за мною й Койдацьким начальником подтверждено було».
Близько 1750 року й у 1768 й 1769 роках через агарянський напад під час російсько-турецької війни 1768—1774 років, населення місцевості швидко зросло через переселення сюди запорожців-гніздюків. Після Скасування Запорозької Січі у 1775 році багато запорожців переселилося з берегів Чортомлика у спокійну Половицю.
Половиця мала статус державної слободи за Російської імперії. Запорожці заселили ще Бобиреву та Войцехову балки.

#### Побудова половицькою громадою церкви
Коли населення в слободі побільшало, виникла потреба побудувати церкву. Доти половчани були ходили до Новокодацької Свято-Миколаївської церкви, та це було важко ходити через круті яри перед Новим Кодаком у міжсезоння. Схід слободи поклав завдання побудувати церкву на полкових осавулів Кодацької паланки Лазаря Глобу, Гната Каплуна, Андрія Мандрику (засновник Мандриківки), полкового хорунжого Данилу Косолапа, ктиторів Федора Крошку та Федіра Скока, на громадського наймита-писаря Василя Кияницю.
Обрані громадою представили це новоросійському губернатору Миколі Язикову. У своєму повідомленні Словенській духовній Консисторії губернатор повідомив про бажання мешканців державної слободи Половиці з 125 дворами у Новом Кодаці Саксаганського повіту Новоросійської губернії побудувати дерев'яну церкву Петра і Павла власним коштом і про відведення 120 десятин землі під церкву. Для цього був найнятий будівельний майстер з Кам'янки Данило Дерев'янко.
Словенська духовна Консисторія знайшла у Половиці 125 дворів, у яких мешкали державні поселенці, люди вільні. Вони були частиною українці й частиною людьми з Польщі. Відстань до Нового Кодаку була 9 верств і до Старого Кодаку — 14 верств. Слобода зобов'язалася платити на утримання церкви по 20 копійок з хати.
24 липня 1781 року місце під Петропавлівську церкву було освячено. Проте 19 серпня 1783 року вже побудована церква геть згоріла.

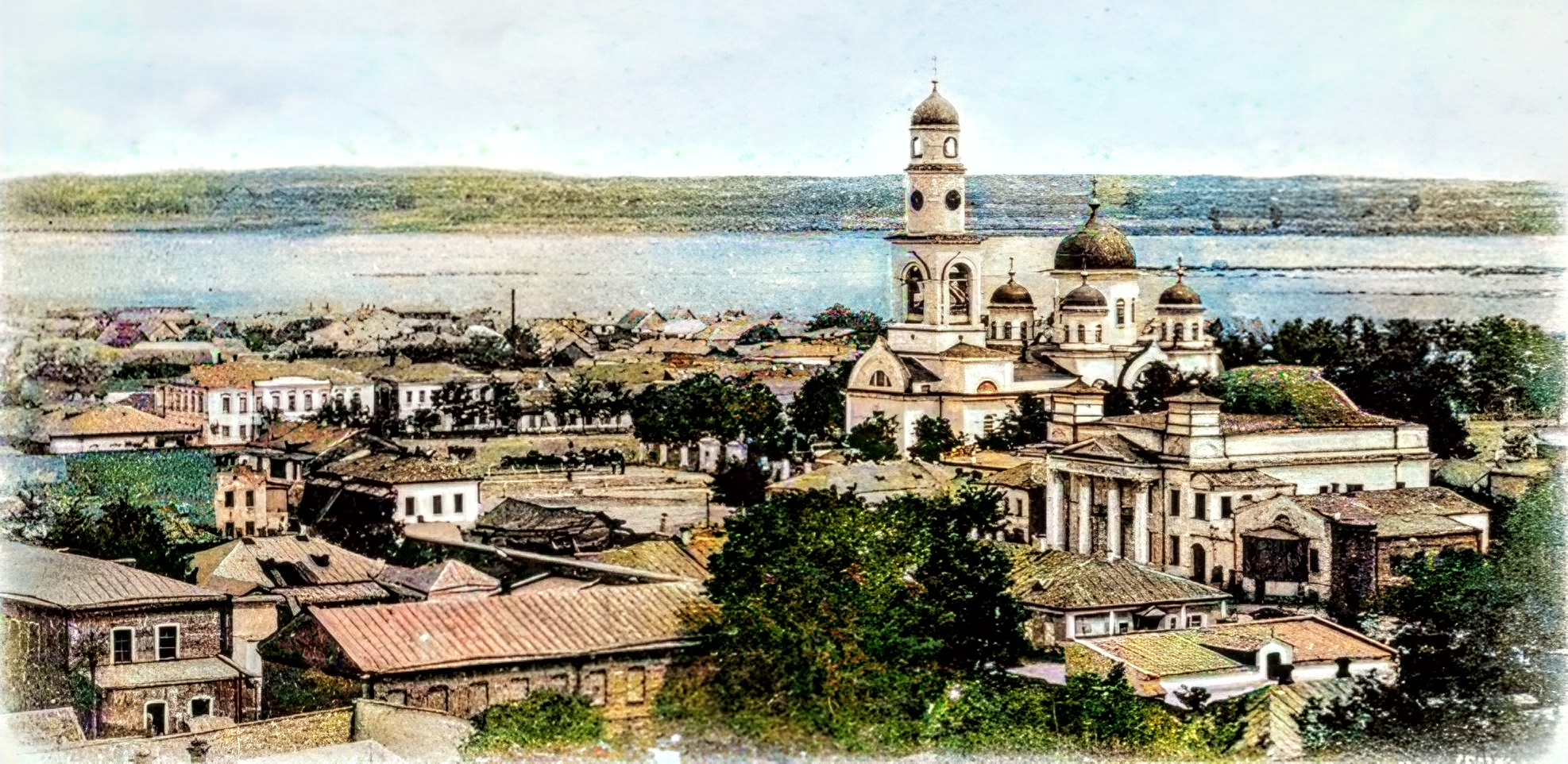
Свято-Успенський собор, Половиця (поч. XX ст., колоризована світлина)

### Катеринославська доба
Місцевість Половиці була важлива для запорожців. Пагорб, під яким було село, височів над навколишніми придніпровськими просторами. Він нагадував запорожцям про Київські гори, його лавру й Межигір'я. Було багато сказів про цю місцевість. Так, у 1768 році генерал Ісаков, головний командир Новоросійської губернії, перебуваючи в Новому Кодаці, відвідав Половицю, дивувався з її краси й вислухав перекази запорожців Івана Тикви й Петра Бобиря. І саме тут згодом Потьомкін знайшов пристойне місце, куди б перенести Катеринослав I.
22 січня 1784 царським указом Катеринослав I було перенесено на правий берег, на місце слободи. Верхній сад Глоби викупив Потьомкін. Колишній полковий осавул Кодацької паланки Глоба переселився до Нижнього саду де й жив до своєї смерті.
У серпні 1786 року обрані громадою люди просили преосвященного Нікіфора освятити молитовний будинок і пояснили, що припинили відбудовувати церкву через невизначеність кварталів Катеринослава, що почав будуватися в Половиці, бо не було можливо визначити найліпше місце для церкви. Молитовний будинок був на місці сучасного будинку за адресою Успенська площа, 1.
У листопаді 1786 року протопоп дав у вжиток похідну церкву Казанської Богоматері в Половицю, яку було встановлено на місці згорілої. У 1788 році цю церкву було вирішено перебудувати міцним деревом і перейменувати на церкву Казанської Божої матері. Католицька церква з 1-го Катеринослава була розібрана й відбудована до 15 січня 1791 року у Половиці-Катеринославі як церква Казанської Божої Матері замість згорілої Петропавлівської.
Імператриця Катерина II спинилася 9 (20) травня 1787 року в будинку, що зберігся досі на розі вулиці Ливарна і Крутогірна (сучасний Крутогірний узвіз).
На 1790 рік у Половиці, де вже утворився Катеринослав налічувалося 155 дворів з 1450 мешканцями.
Давнє степове і козацьке населення слободи через будівництво міста мусило заселити навколішні козацькі займища Сухачівки (козака Сухого) й Мандриківки (кодацького полкового осавула Мандрики).
1793 року стару Казанську церкву було перенесено до Сухачівки, де було переселено українських мешканців Половиці. Того ж року духовне правління протоірея було переведено з Нового Кодака до Катеринослава. Центр Новокодацького повіту перенесений до Катеринослава, а сам повіт перейменований на Катеринославський повіт.
1794 року на заході міста була утворена державна фабрика з суконним і шовково-панчішним виробництвами.
Ветху дерев'яну церкву Казанської Божої матері було замінено на Свято-Успенську церкву, що почали будувати біля дерев'яної 1796 року і закінчено у липні 1797 року. За радянської доби церква перетворена на корпус міської лікарні № 10 на вулиці Коцюбинського, до якою прибудована колишня школа № 22.
Казанську церкву було вирішено відбудувати на південному пагірку Половиці на Великій Привозній площі (сучасна площа Героїв майдану) й назвати в ім'я Зшестя Святого Духу. Сучасний Свято-Троїцький кафедральний собор стоїть на місці тієї церкви. Казанською вулицею, що була названа за колишньою церквою, називалася сучасна вулиця Михайла Грушевського.
1897 року у колишню Половицю прокладено трамвай по проспекту, у центр Половиці по вулиці Караїмській (колишня Торгова, сучасна В'ячеслава Липинського) до Йорданської (сучасна Коцюбинського), і по Олександрівській (сучасна вулиця Січових стрільців) до Великої Базарної (сучасна вулиця Святослава Хороброго).
У 1916 році на розі Казанської і Вознесенської вулиць була побудована Вознесенська церква за проектом архітектора Олександра Миклашевського. Сюди було прокладено трамвайний шлях, що є сучасним трамваєм 12. Церква була зруйнована більшовиками 1936 року.
7 (20) листопада 1917 року, відповідно до Третього Універсалу Української Центральної Ради, увійшло до складу Української Народної Республіки.  

## Боротьба з топонімом
У 1790-ті роки населення довколишніх сіл та слобід і далі називало губернське місто Катеринослав Половиця, як і давніше. Власті Російської імперії розгорнули наважливу боротьбу зі старими назвами як-от: «Половиця», «Хаджібей», насаджуючи нові — Катеринослав, Одеса. Ось як описував це Михайло Шатров:

Старожил Г. І. Лебедєв розповідав автору цих рядків, що чув десятирічним хлопчиною від давніх тутешніх дідів:На лівому березі, де до наплавного мосту (коли його вперше стали наводити біля Катеринослава встановити не вдалося) підходить шлях з Підгороднього, стоїть соцький з великою мідною бляхою на грудях — символом високої своєї влади. У руках «добрячий ціпок». Під'їжджає дядько на запряженому круторогими возі.
- Де їдеш?
- Та в Половицю ж.
Тут і відшмагають його ціпком, примовляючи: «Не в Половицю, а в Катеринослав!», — та так що він, довго почесуючи згодом спину, і ворогам замовить це слово.

## Пам'ятки
- Давні будинки на Ливарній, Колодязній, Кам'яній, Крутогірному узвозі  вулицях
- Будинок губернатора
- Міська управа (Театрально-художній коледж)
- Свято-Успенська церква (колишня лікарня № 10)
- Свято-Троїцький собор
- Синагога «Золота Роза»
- Готель «Асторія» (1912—1913)
- Будинок Хреннікова (Гранд-готель «Україна»)
- Цирк